# Аспре Зара
Аспре Зара (фр. Aspret-Sarrat) насеље је и општина у јужној Француској у региону Миди Пирене, у департману Горња Гарона која припада префектури Сен Годан.
По подацима из 2011. године у општини је живело 149 становника, а густина насељености је износила 39,01 становника/km². Општина се простире на површини од 3,82 km². Налази се на средњој надморској висини од 400 метара (максималној 568 m, а минималној 388 m).

## Демографија
| 1962. | 1968. | 1975. | 1982. | 1990. | 1999. | 2011. |
| ----- | ----- | ----- | ----- | ----- | ----- | ----- |
| 38    | 53    | 68    | 77    | 96    | 97    | 149   |

График промене броја становника у току последњих година